# Vivianiaceae
Vivianiaceae là một họ thực vật hạt kín được đặt trong bộ Geraniales. Tên khoa học của họ này có nguồn gốc từ chi Viviania Cav., 1804.
Khi hiểu theo nghĩa hẹp thì họ này bao gồm 1-4 chi (Araeoandra, Caesarea, Cissarobryon, Viviania; với cả bốn chi này đều có thể coi chỉ là một chi duy nhất là Viviania) với tổng cộng khoảng 6 loài cây thảo thân gỗ sống một năm, có hoa lưỡng tính và quả nang, tại Chile và miền nam Brasil.
Khi hiểu theo nghĩa rộng thì nó bao gồm cả họ Ledocarpaceae với sự bổ sung là các chi Balbisia (bao gồm cả Ledocarpon), Rhinchotheca và Wendtia, chứa khoảng 12 loài cây bụi có hoa lưỡng tính và quả nang ở miền tây Nam Mỹ, đặc biệt trong khu vực dãy núi Andes.
Trước đây người ta từng đề xuất mối quan hệ của họ này với bộ Caryophyllales; nhưng hình thái học (thể hạt S) và thành phần hóa học lại gần gũi với bộ Geraniales.
Hệ thống APG IV năm 2016 không công nhận họ này mà coi nó là phân họ Vivianieae trong họ Francoaceae Adr.Juss.

## Hình ảnh

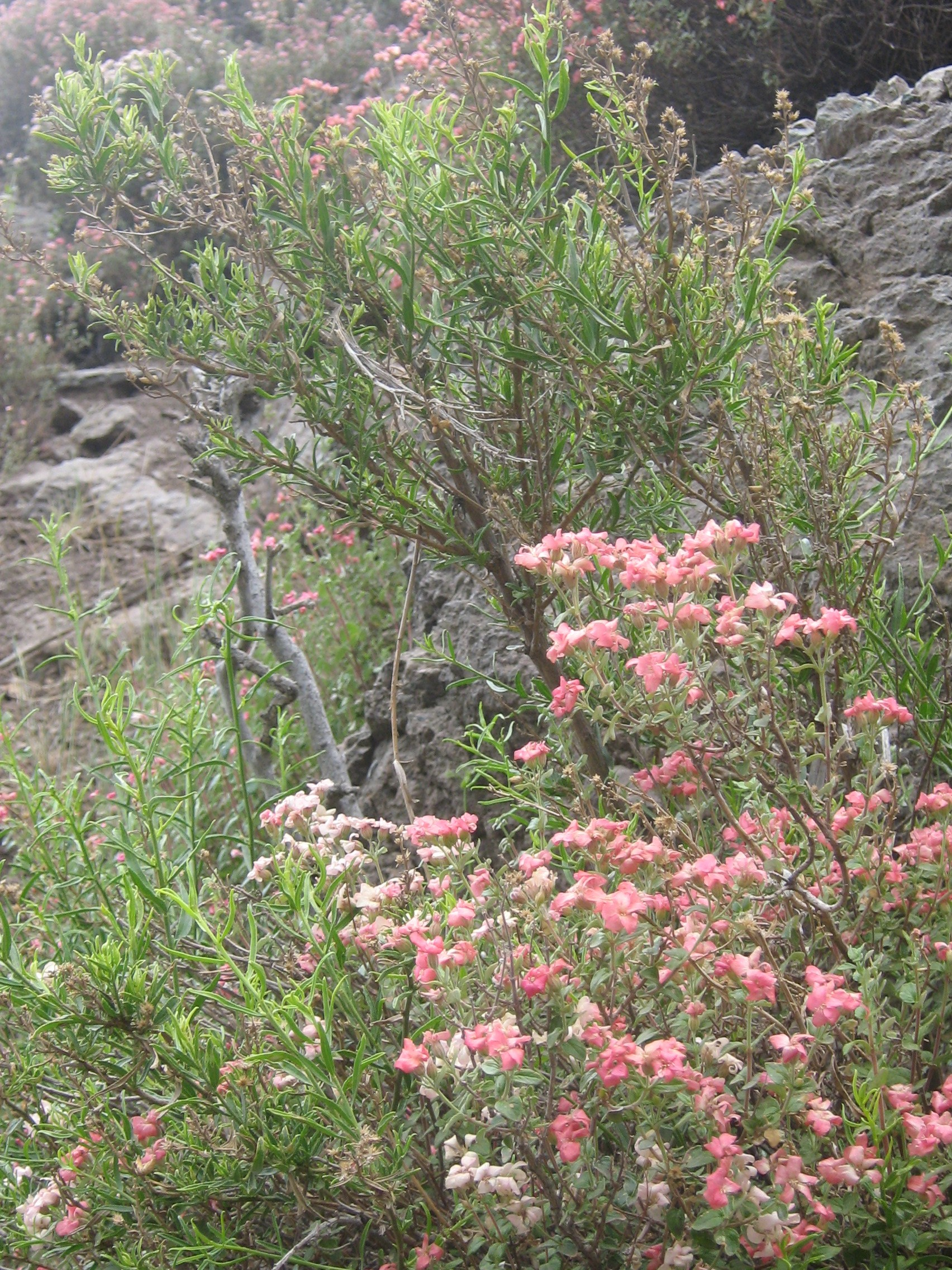
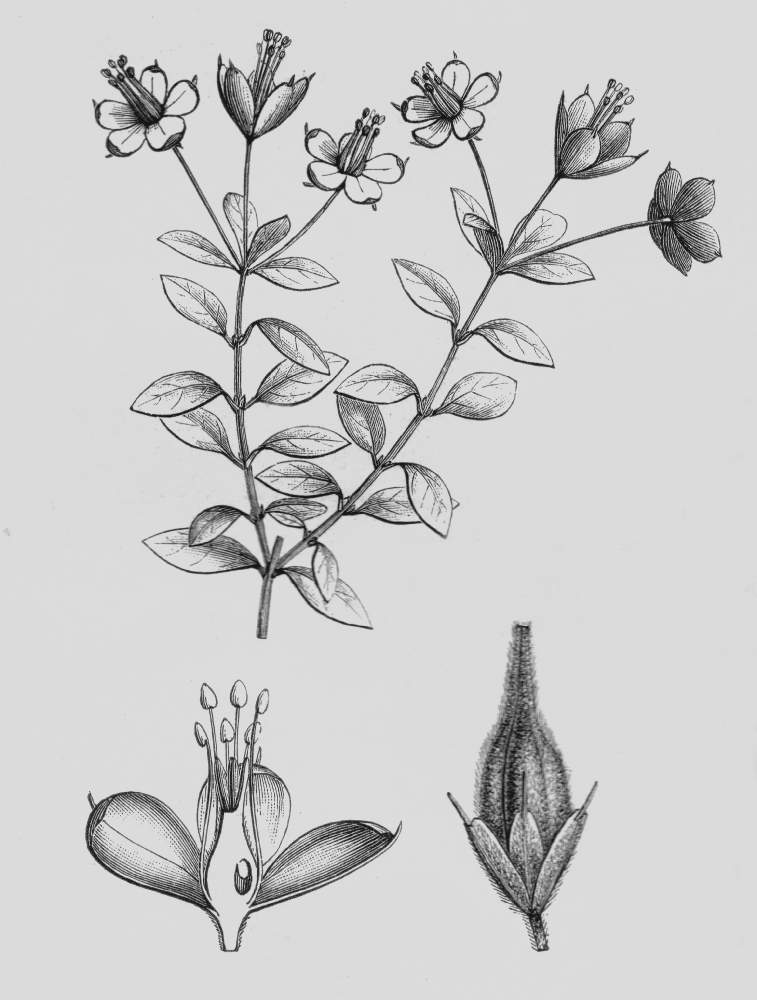